# David Vincent Hooper
David Vincent Hooper (Reigate, Surrey, 31 d'agost de 1915 – maig de 1998) fou un jugador i escriptor d'escacs anglès.

## Resultats destacats en competició
Tot i que era un jugador aficionat, va empatar al cinquè lloc al campionat britànic del 1949 a Felixstowe. Fou campió britànic d'escacs per correspondència el 1944, i campió de Londres el 1948. Va participar representant Anglaterra a la X Olimpíada d'escacs a Hèlsinki (1952), on, com a 2n suplent, va fer 2.5 punts en 7 partides (+1, =3, -3).

## Aportació als escacs
Hooper fou un expert en finals i en història dels escacs del segle xix. Fou molt conegut pels seus llibres d'escacs, especialment per The Oxford Companion to Chess (1992 amb Ken Whyld), Steinitz (Hamburg 1968, en alemany), i A Pocket Guide to Chess Endgames (Londres 1970).

## Llibres publicats
- Hooper, David. A Pocket Guide to Chess Endgames.  Bell & Hyman, 1970. ISBN 0-7135-1761-1.
- Euwe, Max; Hooper, David. A Guide to Chess Endings.  Dover (1976, reeditat), 1959. ISBN 0-486-23332-4.
- Hooper, David; Whyld, Kenneth. The Oxford Companion to Chess. 2a edició.  Oxford University Press, 1992. ISBN 0-19-280049-3.
- Hooper, David. Practical Chess Endgames (Chess Handbooks).  Law Book Co of Australasia, 1968. ISBN 0-710-05226-X.
- Cafferty, Bernard; Hooper, David. A Complete Defence to 1P-K4: A Study of Petroff's Defence. 2a edició.  Pergammon Press, 1979. ISBN 0-08-024088-7.
- Cafferty, Bernard; Hooper, David. A Complete Defence to 1d4: A Study of the Queen's Gambit Accepted.  Pergammon Press, 1981. ISBN 0-08-024102-6.
- Hooper, David; Brandreth, Dale. The Unknown Capablanca.  B.T. Batsford, 1975. ISBN 978-0486276144.